# Wimbledon-mesterskaberne 2006
Wimbledon-mesterskaberne 2006 begyndte den 26. juni og sluttede den 9. juli 2006. Af danskere i dette års turnering var Kristian Pless, der spillede i herresingleturneringen, og Caroline Wozniacki der fik et wildcard i damesingle og desuden har vundet pigesingleturneringen og spillet i pigedoubleturneringen.

## Seniorer

### Herresingle
Roger Federer slog  Rafael Nadal 6-0 7-6 (7-5) 6-7 (2-7) 6-3

### Damesingle
Amélie Mauresmo slog  Justine Henin-Hardenne 2-6 6-3 6-4

### Herredouble
Bob Bryan &  Mike Bryan slog  Fabrice Santoro &  Nenad Zimonjić 6-3 4-6 6-4 6-2

### Damedouble
Zi Yan &  Zheng Jie
slog  Virginia Ruano Pascual &  Paola Suárez 6-3 3-6 6-2

### Mixed double
Andy Ram &  Vera Zvonarjova slog  Venus Williams &  Bob Bryan 6-3 6-2

## Juniorer

### Drengesingle
Thiemo de Bakker slog  Marcin Gawron 6-2 7-6

### Pigesingle
Caroline Wozniacki slog  Magdaléna Rybáriková 3-6 6-1 6-3

### Drengedouble
Kellen Damico &  Nathaniel Schnugg slog  Martin Klizan &  Andrei Martin 7-6(9-7) 6-2

### Pigedouble
Alisa Klejbanova &  Anastasija Pavljutjenkova
slog  Kristina Antonijtjuk &  Alexandra Dulgheru 6-1 6-2

## Seedninger
Spillerne, der står med fed, er stadig i turneringen. Ved de resterende står i parentes, i hvilken runde de blev slået ud.

### Herresingle
1. Roger Federer, Schweiz (Mester)
2. Rafael Nadal, Spanien (Finalen)
3. Andy Roddick, USA (Tredje runde)
4. David Nalbandian, Argentina (Tredje runde)
5. Ivan Ljubičić, Kroatien (Tredje runde)
6. Lleyton Hewitt, Australien (Kvartfinalerne)
7. Mario Ančić, Kroatien (Kvartfinalerne)
8. James Blake, USA (Tredje runde)
9. Nikolaj Davydenko, Rusland (Første runde)
10. Fernando González, Chile (Tredje runde)
11. Tommy Robredo, Spanien (Anden runde)
12. Thomas Johansson, Sverige (Første runde)
13. Tomáš Berdych, Tjekkiet (Fjerde runde)
14. Radek Štěpánek, Tjekkiet (Kvartfinalerne)
15. Sébastien Grosjean, Frankrig (Tredje runde)
16. Gastón Gaudio, Argentina (Anden runde)
17. Robby Ginepri, USA (Første runde)
18. Marcos Baghdatis, Cypern (Semifinalerne)
19. Tommy Haas, Tyskland (Tredje runde)
20. Dominik Hrbatý, Slovakiet (Første runde)
21. Gaël Monfils, Frankrig (Første runde)
22. Jarkko Nieminen, Finland (Kvartfinalerne)
23. David Ferrer, Spanien (Fjerde runde)
24. Juan Carlos Ferrero, Spanien (Tredje runde)
25. Andre Agassi, USA (Tredje runde)
26. Olivier Rochus, Belgien (Tredje runde)
27. Dmitrij Tursunov, Rusland (Fjerde runde)
28. Fernando Verdasco, Spanien (Fjerde runde)
29. Paradorn Srichaphan, Thailand (Første runde)
30. Kristof Vliegen, Belgien (Anden runde)
31. Nicolas Massú, Chile (Første runde)
32. Paul-Henri Mathieu, Frankrig (Første runde)

### Damesingle
1. Amélie Mauresmo, Frankrig (Mester)
2. Kim Clijsters, Belgien (Semifinalerne)
3. Justine Henin-Hardenne, Belgien (Finalen)
4. Marija Sjarapova, Rusland (Semifinalerne)
5. Svetlana Kuznetsova, Rusland (Tredje runde)
6. Venus Williams, USA (Tredje runde)
7. Jelena Dementjeva, Rusland (Kvartfinalerne)
8. Patty Schnyder, Schweiz (Anden runde)
9. Anastasija Myskina, Rusland (Kvartfinalerne)
10. Nicole Vaidišová, Tjekkiet (Fjerde runde)
11. Francesca Schiavone, Italien (Første runde)
12. Martina Hingis, Schweiz (Tredje runde)
13. Anna-Lena Grönefeld, Tyskland (Første runde)
14. Dinara Safina, Rusland (Tredje runde)
15. Daniela Hantuchová, Slovakiet (Fjerde runde)
16. Flavia Pennetta, Italien (Fjerde runde)
17. Marija Kirilenko, Rusland (Første runde)
18. Ai Sugiyama, Japan (Fjerde runde)
19. Ana Ivanović, Serbien (Fjerde runde)
20. Shahar Pe'er, Israel (Anden runde)
21. Katarina Srebotnik, Slovenien (Tredje runde)
22. Nathalie Dechy, Frankrig (Første runde)
23. Anabel Medina Garrigues, Spanien (Tredje runde)
24. Marion Bartoli, Frankrig (Anden runde)
25. Jelena Likhovtseva, Rusland (Tredje runde)
26. Jelena Janković, Serbien (Fjerde runde)
27. Li Na, Folkerepublikken Kina (Kvartfinalerne)
28. Sofia Arvidsson, Sverige (Første runde)
29. Tatiana Golovin, Frankrig (Anden runde)
30. Anna Tjakvetadze, Rusland (Tredje runde)
31. Gisela Dulko, Argentina (Tredje runde)
32. Mara Santangelo, Italien (Første runde)

## Ekstern henvisning
- Officiel hjemmeside